# Заутеланде
Заутеланде (нід. Zoutelande) — село в нідерландській провінції Зеландія. Входить до муніципалітету Вере.
Його площа становить 7,40 км², а населення станом на 2021 рік складало 1 660 осіб.
До 1966 року мало статус окремого муніципалітету.

## Галерея

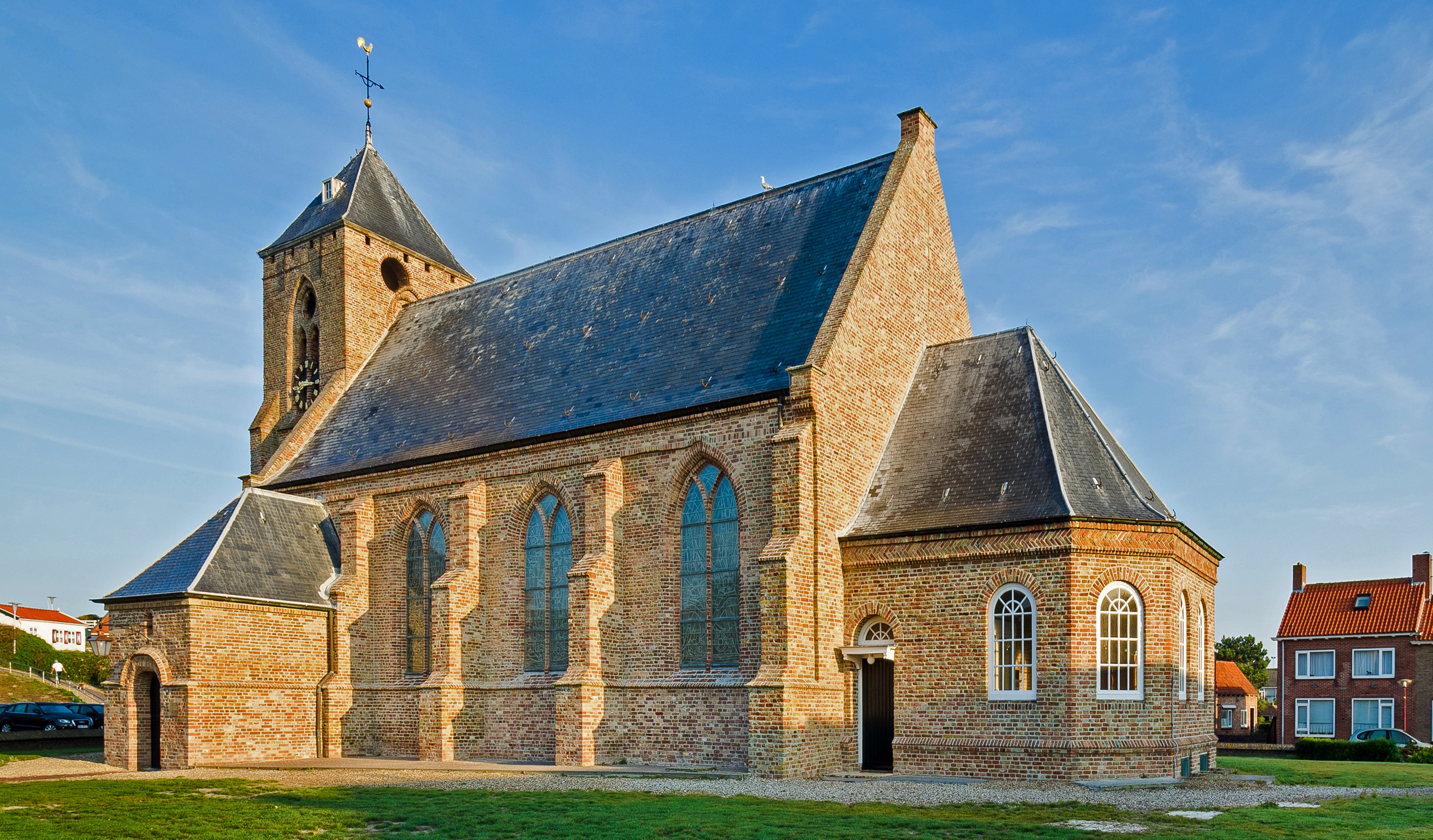
Церква у Заутеланде